# Sladenia celastrifolia
Sladenia celastrifolia är en tvåhjärtbladig växtart som beskrevs av Wilhelm Sulpiz Kurz. Sladenia celastrifolia ingår i släktet Sladenia och familjen Sladeniaceae. Inga underarter finns listade i Catalogue of Life.